# Премоло
Прѐмоло (на италиански: Premolo; на ломбардски: Prèmol, Премол) е село и община в Северна Италия, провинция Бергамо, регион Ломбардия. Разположено е на 625 m надморска височина. Населението на общината е 1121 души (към 2018 г.).